# 贝努埃-刚果语支
贝努埃-刚果语支（Benue–Congo），又称东贝努埃-刚果语支（East Benue–Congo），是沃尔特-刚果语支的一个主要分支，涵盖了撒哈拉以南非洲大部分地区。
贝努埃-刚果语支的分支如下：
- 类班图-克罗斯语支（德语：Bantoide Cross-Sprachen）
  - 克罗斯河语支（英语：Cross River languages）
  - 北类班图语支（英语：Northern Bantoid languages）
  - 南类班图语支（英语：Southern Bantoid languages）
- 类高原语支（德语：Platoide Sprachen）
  - 类约鲁巴语支（英语：Jukunoid languages）
  - 卡因吉语支（英语：Kainji languages）
  - 高原语支（英语：Plateau languages）